# Carlo Tivaroni
Carlo Tivaroni (Zadar, Austria-Hungría; 1843-Venecia, Italia; 1906) fue un historiador y político italiano. Nació en Zara (hoy Zadar, Croacia), que en ese momento todavía tenía un importante componente italiano y formaba parte de Austria-Hungría. Era hermano del senador Enrico Tivaroni. Se le ha acreditado como el primer historiador del Risorgimento.